# ガーデンサバーブ
ガーデンサバーブ（garden suburb）とは、田園郊外のこと。既存の都市施設に依存する形での豊かな田園郊外が、ヘンリエッタ・バーネット女史の手でロンドン郊外ハムステッドに計画された。イーストエンドの労働者向けに計画されたこの住宅地は失敗して、田園郊外は通勤を前提とする居住者を対象にするものに計画変更された。郊外開発は、鉄道と一体の開発とされることが多い。日本の電鉄の取り組んだ開発はすべて田園郊外開発である。戦前の田園調布（東急）、成城（小田急）、常盤台（東武）、宝塚（阪急）など。
低密度で豊かな自然環境に恵まれた郊外住宅地モデルであり、主に20世紀初頭に欧米で計画・開発された。
エベネザー・ハワードによって提唱されたガーデンシティ（田園都市）理念の強い影響下で生まれたモデルであるが、ガーデンシティが職住近接を柱とした自己充足的小都市の構想であったのに対し、このガーデンサバーブはほぼ住宅地のみからなり、自己充足的でない点が特徴である。ガーデンシティの名で計画されながら、実態としてはガーデンサバーブとなった住宅地もある。
日本語では、一部で直訳した「庭園郊外」の表記が用いられる一方、ハワードのガーデンシティを内務省地方局有志が田園都市と訳して紹介し、これが定着しているため、ガーデンサバーブに対しても「田園郊外」の訳語が当てられることがある。

## 主なガーデンサバーブ
- フォレストヒルズガーデンズ - 1909年、フレデリック・ロー・オルムステッド・ジュニアとグロスウェナー・アッタベリー
- ボルチモア・ローランドパークス - オルムステッドジュニア
- イリノイ・レイクフォレストセンター地区 - ハワード・ヴァン・ドレン・ショウ
- ウィスコンシン州コーラ - オルムステッド社
- ニューメキシコ州タイロン - 1915年、オルムステッド社 バートラム・グットビュー
- リンカーンコート - エドモンド・ジルクライスト
- キングスポート - ジョン・ノーレン
- イクリプスパーク - ジョージ・ポスト
- ヨークシップヴィレッジ - エレクタス・リッチフィールド
- ウェスティング・ハウス・ヴィレッジ - クラレンス・ブラザー
- リッチボード・シーサイド計画ブラックロック - クリプストン・スタージスとA.H.ヘップバーン
- ウェリン（ウェルウィン） - 1901年、ルイ・ドゥ・ソワソン
- ハムステッド・ガーデン・サバーブ - バリー・パーカーとサー・レイモンド・アンウィン
- マートン・パーク
- ケープタウンパインランズガーデンサバーブ - アルバート・トンプソン
- プネーガーデンサバーブ開発 - パトリック・ゲデス
- ワイゼンショウ - パリー・パーカー
- ベコンツリー - トッパム・フォレストとE.Pホイラー
- サニーサイド（ピッツバーグ・チャサムウェイビレッジ） - クラレンス・スタインとヘンリー・ライト
- ミッチャム・ガーデンサバーブ（オーストラリア） - チャールズ・コンプトン・リード
- フランクフルト・アムマイン(ドイツ）
- マリーエンブルーン開発 1913年から、シュトローブルとレベレヒト・ミッゲ
- ル・ロジとフロレアル - ブリュッセルの郊外に位置する。フロレアル借家人協同組合による
- クライン・リュスラント - ブリュッセル外に位置するゼルザーテ低廉住宅協同組合による
- ヒルベルスム（オランダ）

その他 カンザスシティ・カントリークラブ地区、ヒューストン・リバーホークス、LAのパロスベルデス、ヒバリーヒルズ、マラヤのキャメロンハイランズ 南アフリカのパインランズ、ザンビア首都ルサカなど。